# Нарачанско-вилејска равница
Нарачанско-вилејска равница (блр. Нарачана-Вілейская нізіна, рус. Нарочано-Вилейская низменность) физичко-географска је целина у североисточном делу Гродњенске, северозападном делу Минске и југозападном делу Витепске области у Белорусији. Део је знатно пространије географске целине Белоруског Појезерја. Пружа се у басену дуж горњег и средњег дела тока реке Вилије (притоке реке Њемен и дела Балтичког слива). Омеђена је Свенцјанским побрђем на северу, Минским на југоистоку и Ашмјанским побрђем на југозападу. На истоку постепено прелази ка Горњоберезинској равници.
Подручје је реалтивно ниско и благо заталасано, са просечним надморским висинама између 155 и 190 метара, док је максимална висина 232 метра (Константиновска греда), Регија се протеже у правцу запад-исток дужином од 115 до 145 км, односно 35—75 км у правцу север-југ. Укупна површина ове географске целине је око 7.400 км².
У основи највећег дела области налазе се флувио-глацијални и лимноглацијални седименти настали после повлачења Вилејског подледничког језера, а његови остаци и данас су видљиви у виду бројних језера и мочвара.
Главни хидрографски објекат равнице је река Вилија са својим притокама, од којих су најважније Ашмјанка, Уша, Сервач и Нарач. Језера су ледничког порекла и подељена су у неколико група: Нарачанска, Мјадзељска, Болдска, Сарачанска и Свирска. Највеће вештачко језеро је Вилејско.
Клима је оштрија континентална, са јануарским просеком температура ваздуха од -7,5°C, односно јулским од 16,8 °C. Просечна годишња сума падавина је око 600 мм.
У вегетационом смислу под шумама је око 36% територија, а доминирају мешовите борово-јелове шуме. У плавним подручјима око река и језера доминира травна вегетација. Под ораницама је око трећине територије. На територији ове географске целине налази се подручје националног парка Нарачански.